# Термоупругость
Термоупругость — раздел механики твёрдого деформируемого тела, обобщающий теорию упругости для деформаций при неравномерном нагреве деформируемых тел. Методы термоупругости применяются для решения задач проектирования паровых и газовых турбин, сверхзвуковых самолётов, ядерных реакторов и т.п. Общая задача математического моделирования термоупругости заключается в определении при заданных внешних механических и тепловых воздействиях тензора напряжений, тензора деформаций, вектора перемещения и скаляра температуры,
удовлетворяющих уравнениям движения, уравнению теплопроводности, и соотношениям между напряжениями и деформациями и между деформациями и перемещениями.